# Methyl-methakrylát
Methyl-methakrylát (MMA) je organická sloučenina se vzorcem CH2=C(CH3)COOCH3. Tato bezbarvá kapalina je methylesterem kyseliny methakrylové (MAA) a je to monomer vyráběný ve velkých množstvích pro polymerizaci na polymethylmethakrylát (PMMA, akrylátové sklo, plexisklo).

## Výroba a vlastnosti
Sloučenina se vyrábí několika metodami, tou hlavní je cesta přes acetonkyanhydrin (ACH). ACH se vyrábí kondenzací acetonu a kyanovodíku. Kyanhydrin za přítomnosti kyseliny sírové hydrolyzuje na sulfátester methakrylamidu, methanolýzou tohoto esteru se získá hydrogensíran amonný a MMA. Tato metoda jako vedlejší produkt poskytuje významná množství síranu amonného.
(CH3)2CO + HCN → (CH3)2C(OH)CN
(CH3)2C(OH)CN + H2SO4 → (CH3)2C(OSO3H)CONH2·H2SO4
Vzniká sulfátester, adukt s kyselinou sírovou, která se v krakovacím kroku odstraní. Sulfátester se potom methanolyzuje (reaguje s methanolem):
(CH3)2C(OSO3H)CONH2 + CH3OH → CH2=C(CH3)COOCH3 + NH4HSO4
Jak vyplývá z poslední reakce, na každý kilogram vzniklého methyl-methakrylátu vzniká 2,5 kg hydrogensíranu amonného a odstranění této soli je energeticky náročné. Toto technologií se získávají více než 3 miliony tun MMA ročně. Ekonomika této cesty výroby MMA byla výrazně optimalizována.

### Ostatní metody výroby MMA
Vzhledem k měřítku výroby MMA bylo vyvinuto mnoho metod, které vycházejí z prekurzorů C2-C4.

#### Přes propionaldehyd
Výchozí ethylen se nejdřív hydroformyluje, čímž se získá propanal (propionaldehyd). Ten se poté kondenzuje s formaldehydem za vzniku methakroleinu. Kondenzace se katalyzuje sekundárním aminem. Syntézu kyseliny methakrylové dokončuje vzdušná oxidace methakroleinu:
CH3CH2CHO + HCHO → CH2=CH(CH3)–CHO + H2O
CH2=CH(CH3)–CHO + O → CH2=CH(CH3)–CO2H + H2O

#### Methylpropionátové cesty
První fáze zahrnuje hydroesterifikaci ethylenu za vzniku methylpropionátu (MeP):
C2H4 + CO + CH3OH → CH3CH2CO2CH3
První krok tohoto procesu, syntéza MeP, se provádí v nepřetržitě promíchávaném tankovém reaktoru za mírné teploty a tlaku a za pomoci speciální agitace a zařízení pro směšování plynu a kapaliny.
V druhém kroku MeP kondenzuje s formaldehydem v jediném heterogenním reakčním kroku za vzniku MMA:
CH3CH2CO2CH3 + CH2O → CH3C(=CH2)CO2CH3 + H2O
Reakce MeP a formaldehydu probíhá na roštovém katalyzátoru. Tento katalyzátor, oxid cesný na oxidu křemičitém, zajišťuje dobrou selektivitu získávání MMA z MeP. Tvorba malého množství těžkých, poměrně netěkavých sloučenin otravuje katalyzátor. Aktivitu a selektivitu katalyzátoru lze snadno obnovovat řízeným procesem přímo na místě. Proud reakčních produktů je separován primární destilací, kdy vzniká surový MMA neobsahující vodu, MeP a formaldehyd. Nezreagovaný MeP a voda jsou recyklovány při formaldehydovém dehydratačním procesu. Čistý MMA (více než 99,9 %) vzniká ze surového sérií vakuových destilací a separací. Vyseparované proudy se vracejí do procesu; jen jeden malý proud těžkých esterů je odpadní. Ten lze snadno zlikvidovat v tepelném oxidátoru, kde vzniká teplo využitelné v procesu.
V posledním čtvrtletí roku 2008 představila firma Lucite International továrnu Alpha MMA na Jurong Islandu v Singapuru. Tamní proces je o 30–40 % investičně i provozně levnější než konvenční systémy, neprodukuje prakticky žádný odpad a jako surovinu lze využít biomasu.